# Desertoniscus birsteini
Desertoniscus birsteini är en kräftdjursart som beskrevs av Borutzkii 1945. Desertoniscus birsteini ingår i släktet Desertoniscus och familjen Trachelipodidae. Inga underarter finns listade i Catalogue of Life.